# Konrad Adolf Hallenstein

Konrad Hallenstein

Konrad Adolf Hallenstein, auch Conrad Hallenstein (* 15. Januar 1835 in Frankfurt am Main; † 28. September 1892 in Purkersdorf) war ein deutscher Schauspieler.

## Leben
Konrad Adolf Hallenstein war der Sohn des Regisseurs und Possendichters Ernst Hallenstein († 1881). Er erhielt seine Schauspielausbildung in Frankfurt und Hamburg, ehe er 1852 am Stadttheater Frankfurt am Main in der Rolle des Raoul in der Jungfrau von Orleans debütierte. Danach spielte Hallenstein 1856 in Hamburg, 1857 in Königsberg und 1858 in Aachen. Vom 6. April 1858 bis 1. Mai 1871 war er Mitglied des Königlich ständischen Theaters (bzw. Königlichen Landestheaters bzw. Königlich deutschen Landestheaters) in Prag bei Direktor Franz Thomé, gastierte daneben aber auch in anderen Städten (Frankfurt, Graz, Dresden, Berlin, Wien).
Hallenstein gehörte von 3. Mai 1871 bis zum 13. November 1890 dem Burgtheater in Wien an, in dem er ab 1874 sehr viel beschäftigt war. So spielte er beispielsweise im Jahr 1877 an 156 Tagen im Jahr. Er wirkte sowohl bei der Abschiedsvorstellung 1888 im alten Haus des Burgtheaters (in der Rolle des Königs Thoas in Goethes Iphigenie auf Tauris) als auch in der ersten Vorstellung im neuen Haus des Burgtheaters am 14. Oktober mit.
Hallenstein war ab 1859 unter dem Namen Höllenstein das Tausendguldenkraut in Prag einer der Gründer der Schlaraffia. In Wien zählte er 1877 zu den Mitbegründern der Schlaraffia Vindobona.
1890 trat Hallenstein wegen Gedächtnisschwäche in den Ruhestand und zog, in der Hoffnung auf Linderung seines Leidens, nach Baden bei Wien in eine gemäß seinem Auftrag erbaute Villa (Helenenstraße 20).
Am 27. September 1892 wurde der k. u. k. Hofburgschauspieler völlig irrsinnig und musste in die Privatheilanstalt des Dr. Löwy in Purkersdorf gebracht werden – wo er einen Tag später verstarb. Er wurde am 30. September des Jahres auf dem Evangelischen Friedhof Matzleinsdorf (Gruppe 24, Nr. 35) in Wien bestattet.

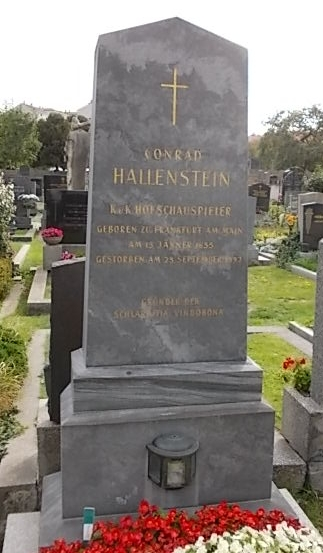
Konrad Hallenstein Grabstätte

Katharina Hassel (auch: Käthi; 1837–1905), Tochter des Schauspielers und Opernsänger Friedrich Hassel und der Theodora Hassel, war bis 1870 Sängerin/Schauspielerin am Deutschen Theater Prag und die Ehefrau Hallensteins, der gemeinsame Sohn, Adolf Hallenstein, Sekretär am Stadttheater Baden. 

## Ehrungen
- k.k. Hofschauspieler (1876) [11]
- Ritterkreuz des Franz-Joseph-Ordens (1890)
- 1959 wurde die Hallensteingasse in Wien-Meidling nach ihm benannt.